# Jean-Achille Benouville
Pour les articles homonymes, voir Bénouville.
Jean-Achille Benouville, dit Achille Benouville, né le 15 juillet 1815 à Paris, ville où il est mort le 6 février 1891, est un peintre français.
Spécialisé dans la peinture de paysage, il est connu pour ses vues d'Italie.

## Biographie
Achille Benouville naît dans l'ancien 2e arrondissement de Paris le 15 juillet 1815. Fils de l'entrepreneur en serrurerie Augustin Benouville et de Jeanne-Françoise Couturier, il est le frère aîné du peintre François Léon Benouville (1821-1859), dont il assure l'apprentissage avec François Édouard Picot, puis Léon Cogniet.
Il peint des paysages aux alentours de Paris, à Compiègne et Fontainebleau. En 1834, il expose pour la première fois au Salon. En 1837, il entre aux Beaux-Arts de Paris et obtient le second prix de Rome dans la catégorie du « paysage historique ». Puis il effectue trois voyages en Italie, dont un en 1843 en compagnie de Jean-Baptiste Camille Corot, avec qui il partage son atelier romain, où ce confrère peint Marietta. En 1845, il remporte le premier prix de Rome avec Ulysse et Nausicaa. Après un séjour de trois ans à la villa Médicis, siège de l'Académie de France à Rome, il décide de rester en Italie, où il exerce son art pendant 25 ans. Il continue cependant d'envoyer régulièrement des toiles aux Salons parisiens.
Le 18 février 1851, il épouse à Paris, dans l'ancien 2e arrondissement, Eugénie Clarisse Quesney-Lerouge (1820-1870). Elle a pour grand-père maternel le peintre Féréol Bonnemaison et pour oncle Jules de Bonnemaison.
Jean-Achille Benouville est père de deux garçons, qui seront tous deux architectes : Pierre Louis Benouville (1852-1889) et Léon Benouville (1860-1903). De retour à Paris après la mort de son épouse, il se remarie  le 18 août 1873, à la mairie du 8e arrondissement, avec Amélie Nadejda Sillem (1813-1899).
Il voyage fréquemment  dans les Pyrénées, en Italie et aux Pays-Bas. Il meurt à son domicile au 198, boulevard Saint-Germain à Paris, le 6 février 1891. Il est inhumé dans la même ville le 9 février au cimetière du Père-Lachaise (95e division).
Guy de Maupassant lui dédie sa nouvelle Mon oncle Jules en 1883.

## Œuvre
Fidèle durant toute sa vie au genre du « paysage historique » inauguré par Claude Lorrain, Achille Benouville adopte au fil des années un style plus personnel.
Ses effets de lumière, où l'on décèle l'influence de son maître et ami Corot comme dans la Vue d’une villa romaine de 1844, retiennent l'attention. Il attache toutefois davantage d'attention que son mentor à la netteté du détail.
Lorsqu'il parvient à combiner rendu de la lumière et souci de précision, le jeu de contrastes entre des teintes délicates révèle un sens très sûr de la composition. L'artiste exprime alors le meilleur de son talent observable dans une composition telle que Capri, peinte vers 1845.

### Collections publiques
Allemagne
- Munich, Neue Pinakothek : Abélard conversant avec ses élèves près de Melun, 1837.

États-Unis
- Baltimore, Walters Art Museum : Paysage aux bœufs, vers 1865-1868.
- Boston, musée des Beaux-Arts : Ville italienne sur une colline [9], vers 1845.
- Cleveland, Museum of Art :
  - Capri, vers 1845 ;
  - Paysage au cavalier sur un cheval blanc, 1846.
- Dallas, musée d'Art : Le Colisée vu du mont Palatin, 1844.
- Houston, musée des Beaux-Arts : Vue de la campagne romaine, 1848.
- New York, musée d'Art Dahesh : Paysage aux animaux, 1842.
- Washington, National Gallery of Art : Soleil couchant vu depuis un littoral rocheux, 1842, aquarelle, gouache et encre brune.

France
- Besançon, musée des Beaux-Arts et d'Archéologie : Adam et Ève chassés du Paradis terrestre, 1841.
- Nancy, musée des Beaux-Arts : Vue de Tivoli, 1864.
- Paris, musée d'Orsay :
  - Vue d'une villa romaine, 1844 ;
  - Le Colisée vu du mont Palatin, 1870.
- Reims, musée des Beaux-Arts : Tivoli, bords de l'Aniene.
- Rennes, musée des Beaux-Arts : Paysage d'Italie.

Œuvres d'Achille Benouville
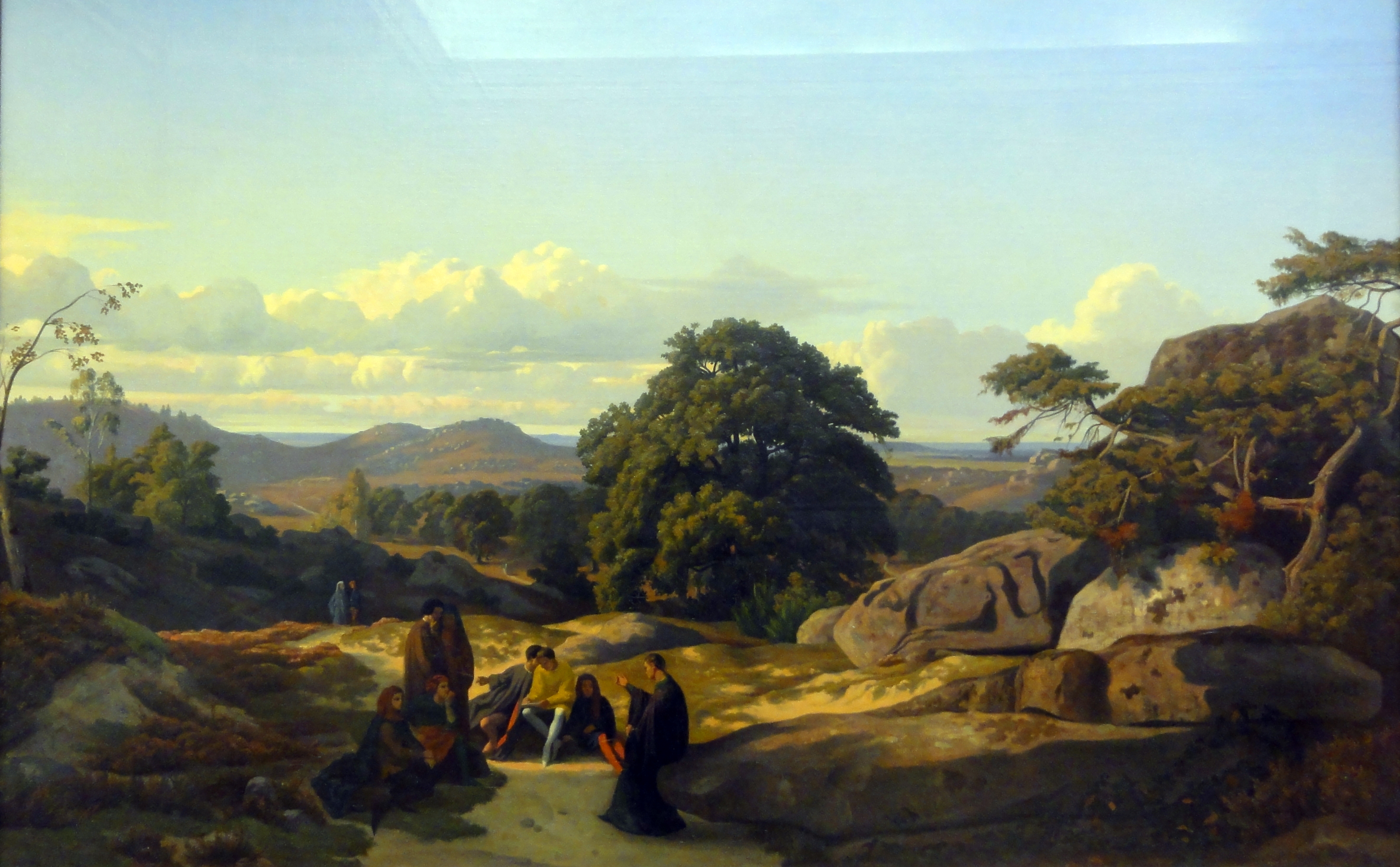
Abélard conversant avec ses élèves près de Melun (1837), Munich, Neue Pinakothek.
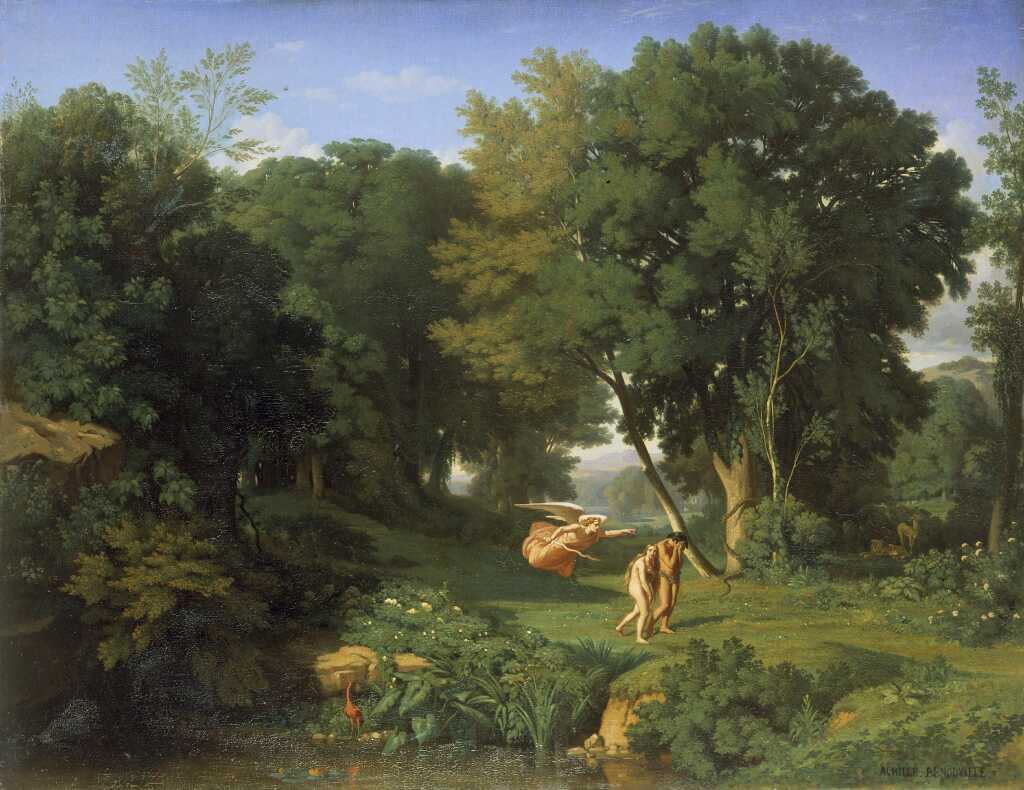
Adam et Ève chassés du Paradis terrestre (1841), Besançon, musée des Beaux-Arts et d'Archéologie.
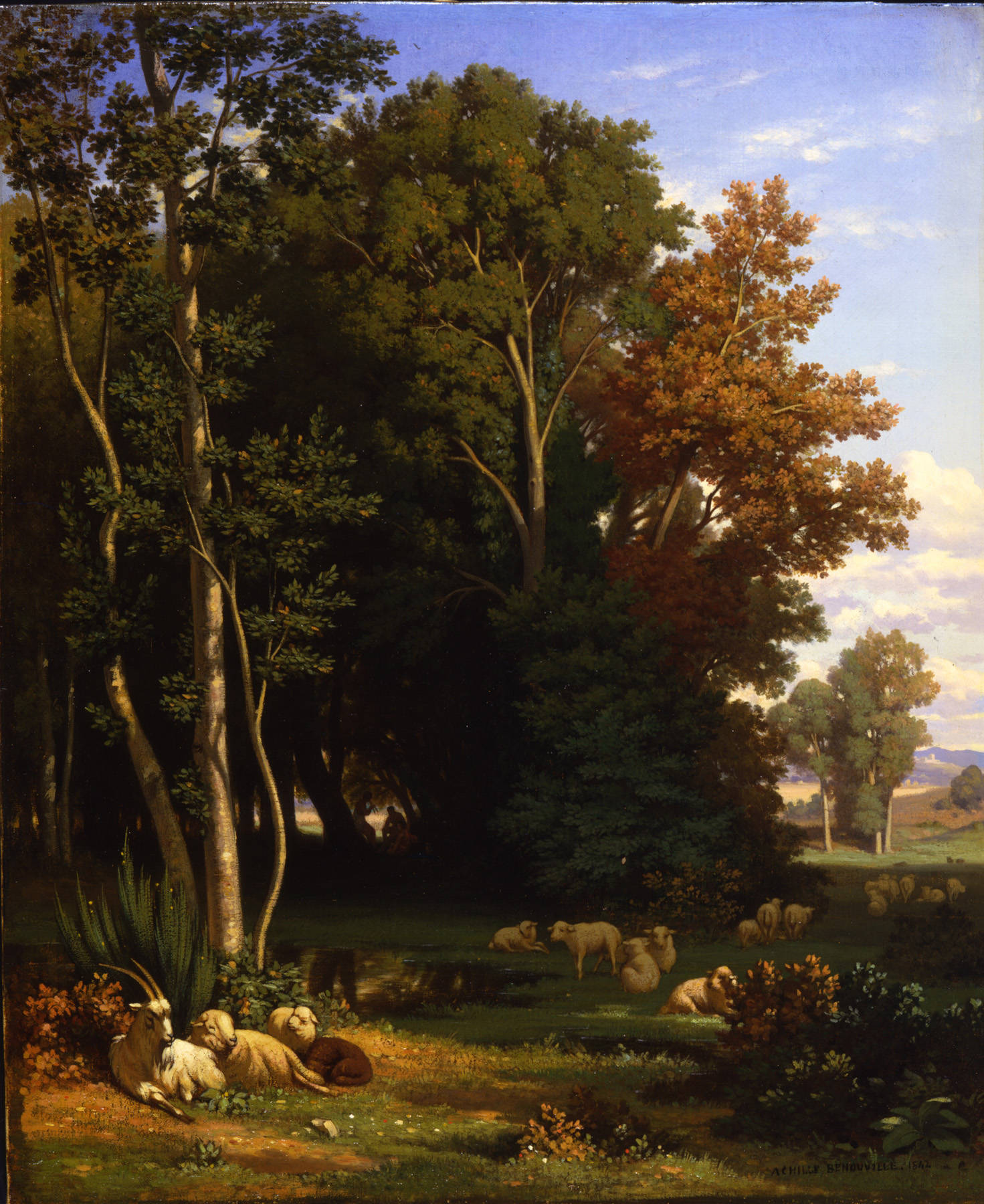
Paysage aux animaux (1842), New York, musée d'Art Dahesh.
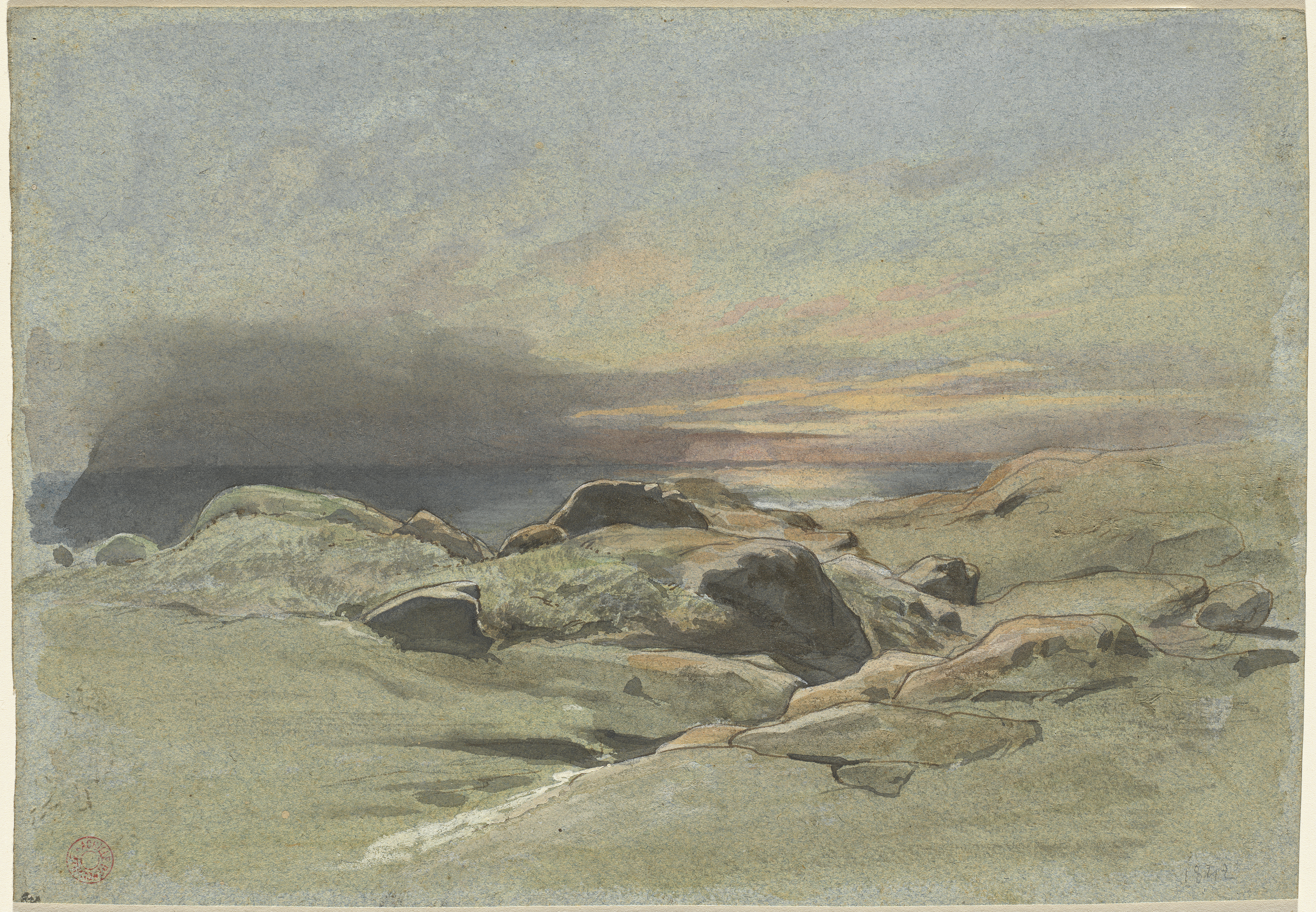
Soleil couchant vu depuis un littoral rocheux (1842), Washington, National Gallery of Art.
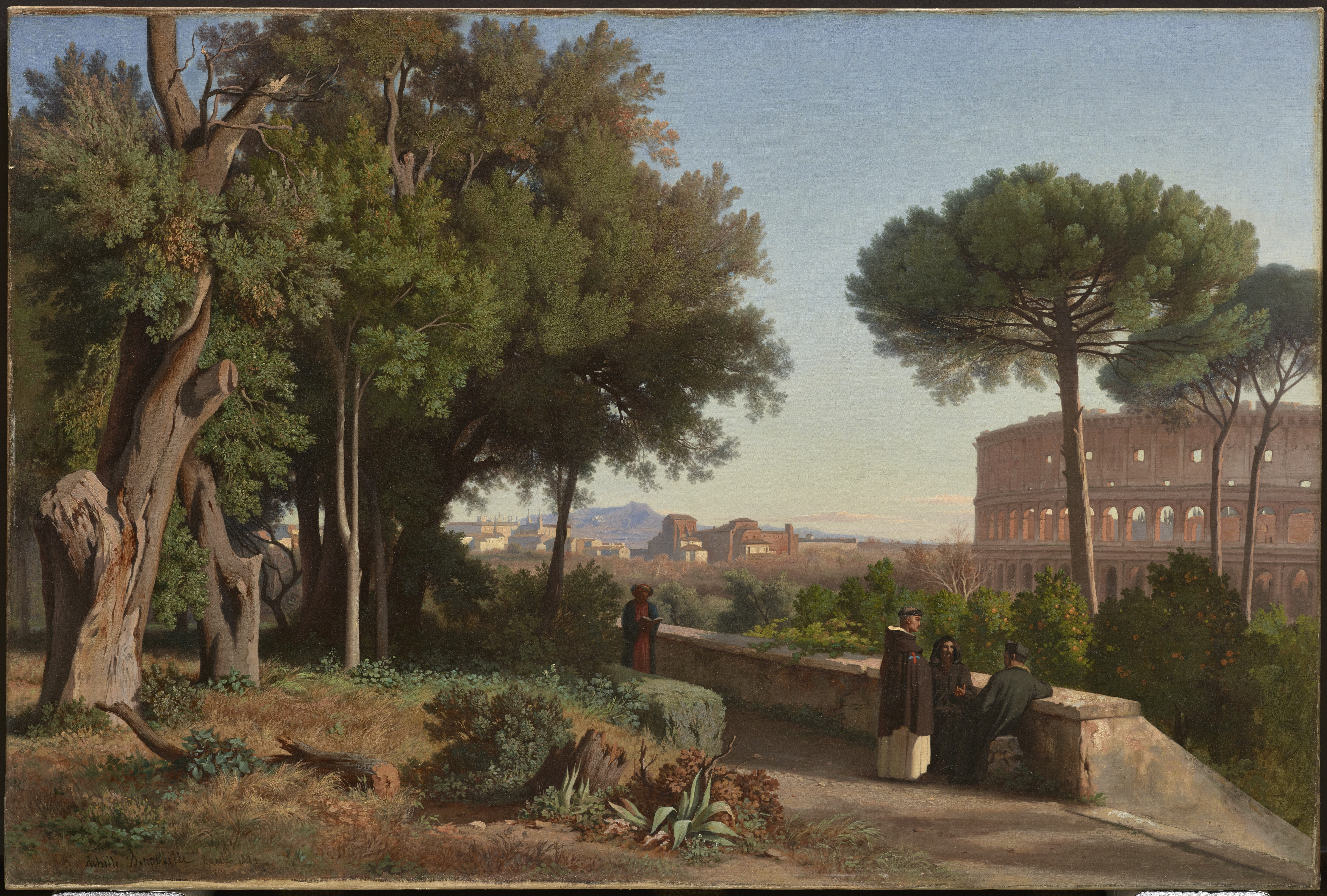
Le Colisée vu du mont Palatin (1844), musée d'Art de Dallas.
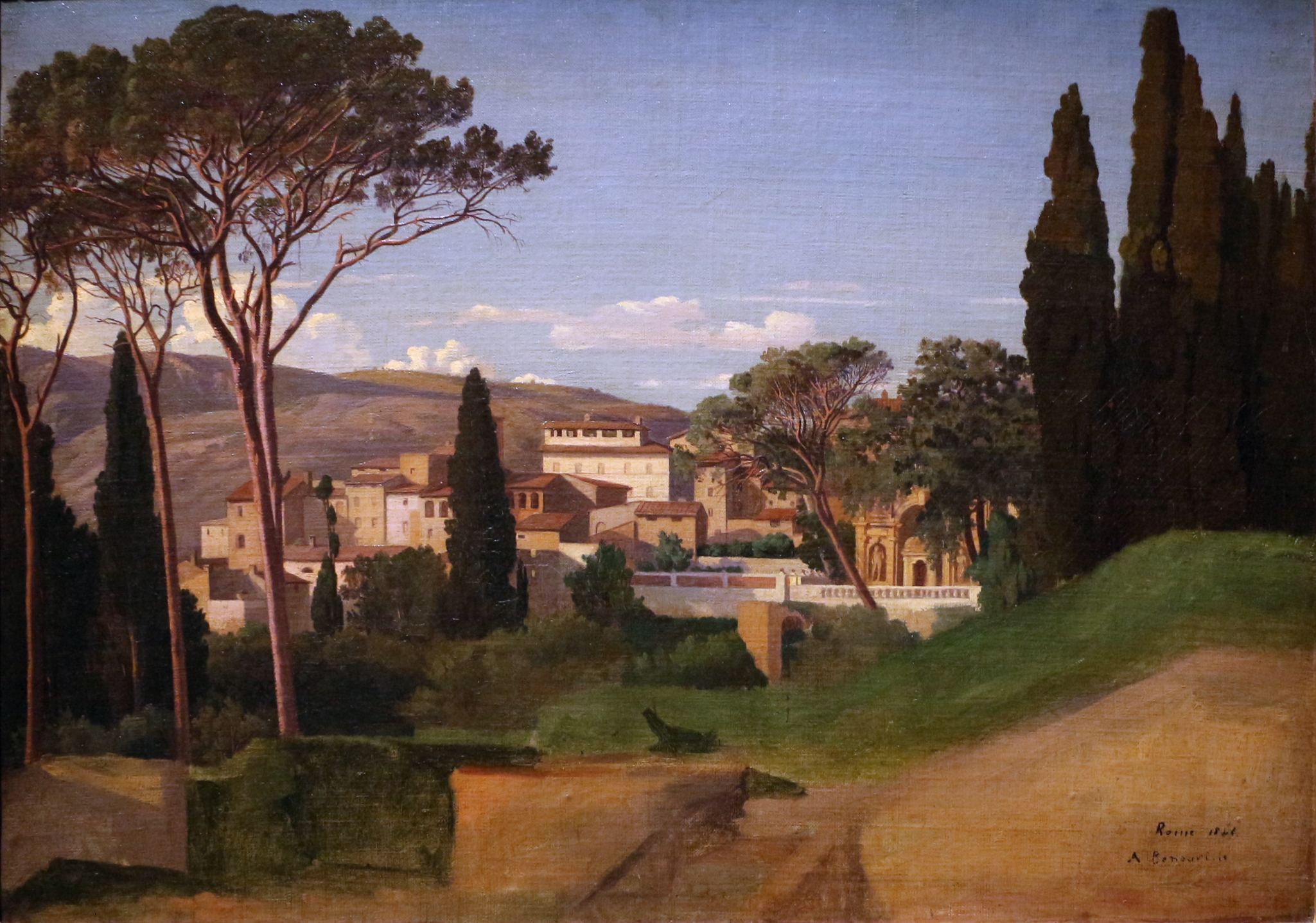
Vue d'une villa romaine (1844), Paris, musée d’Orsay.
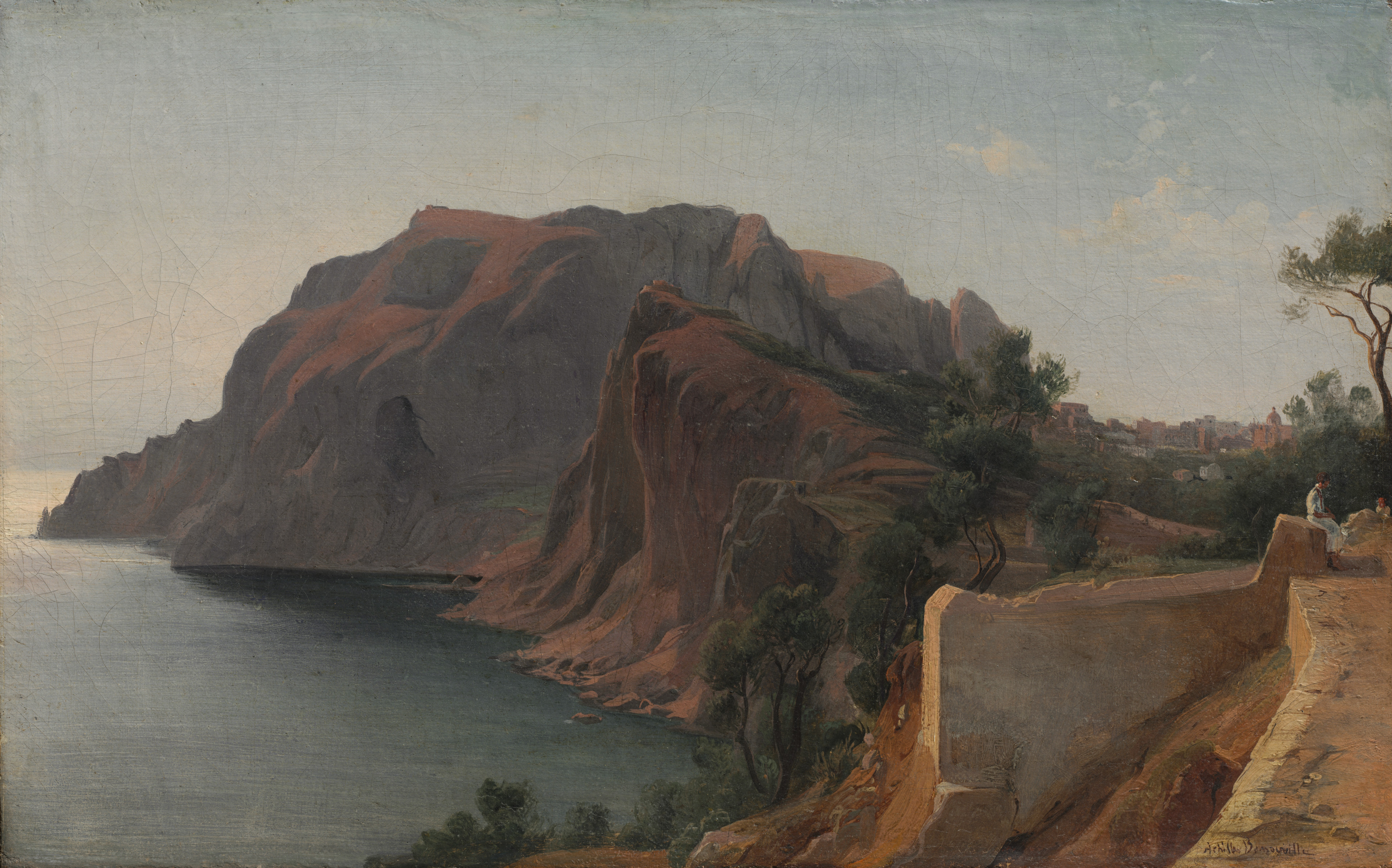
Capri (vers 1845), Cleveland Museum of Art.
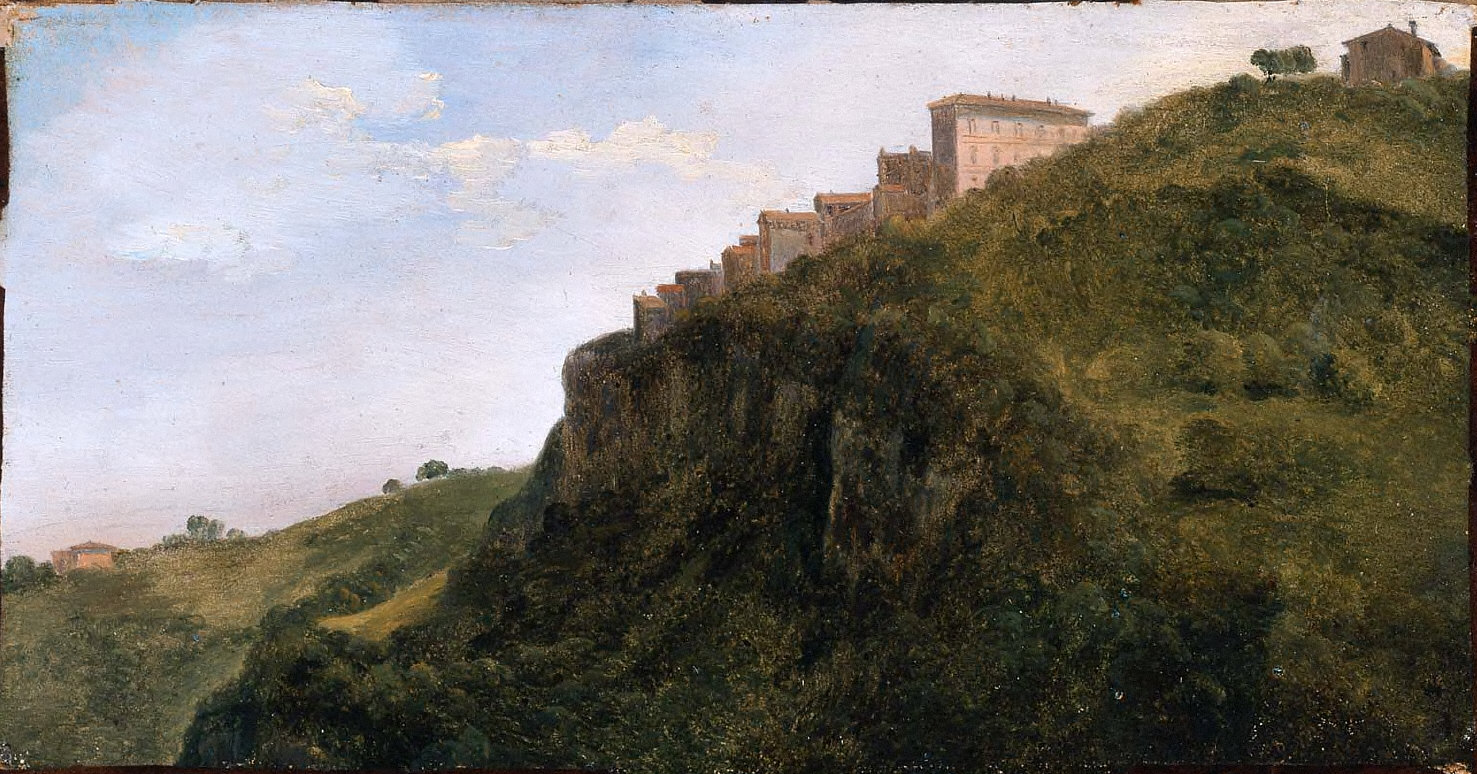
Ville italienne sur une colline (vers 1845), Boston, musée des Beaux-Arts.
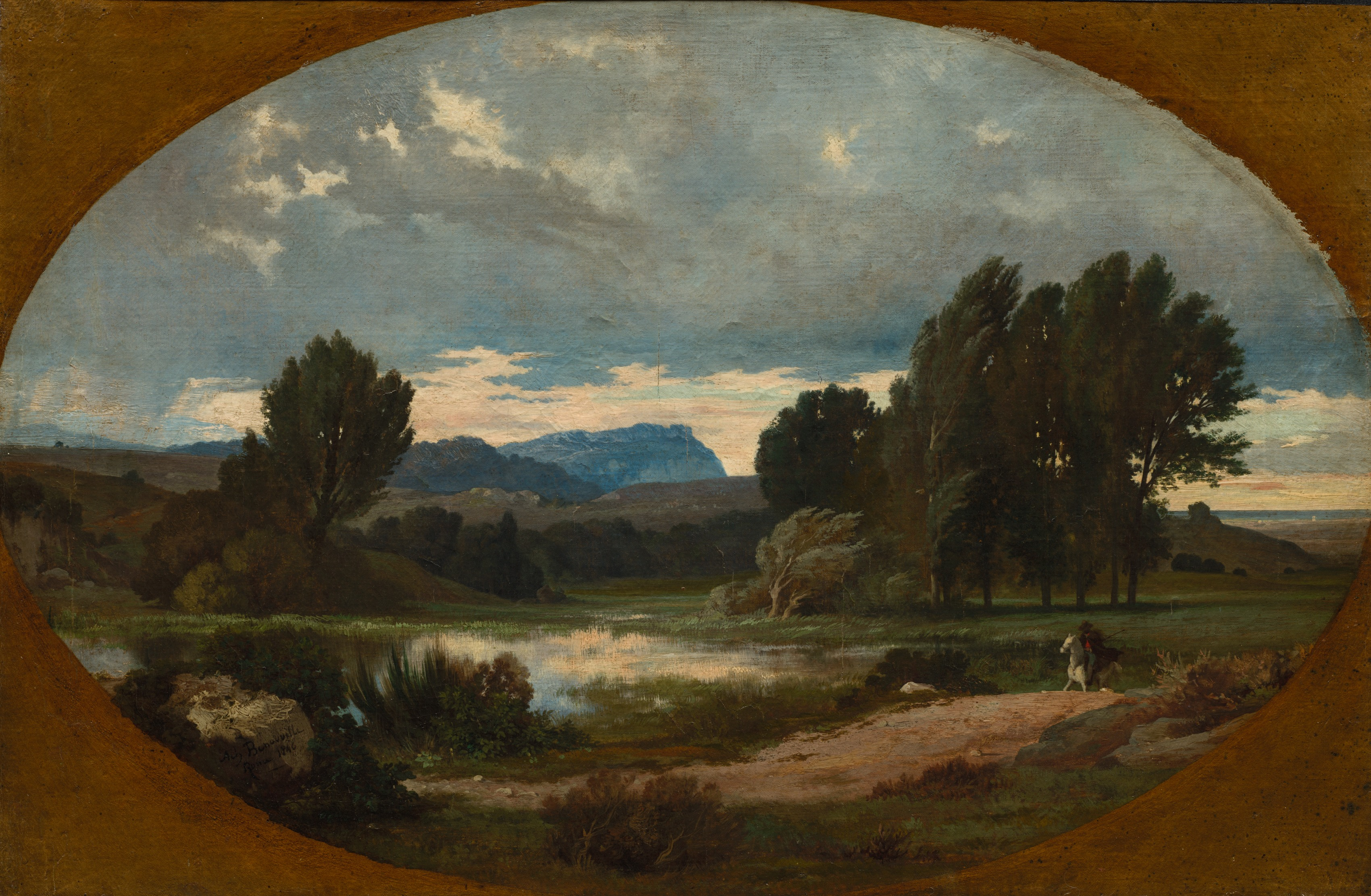
Paysage au cavalier sur un cheval blanc (1846), Cleveland Museum of Art.
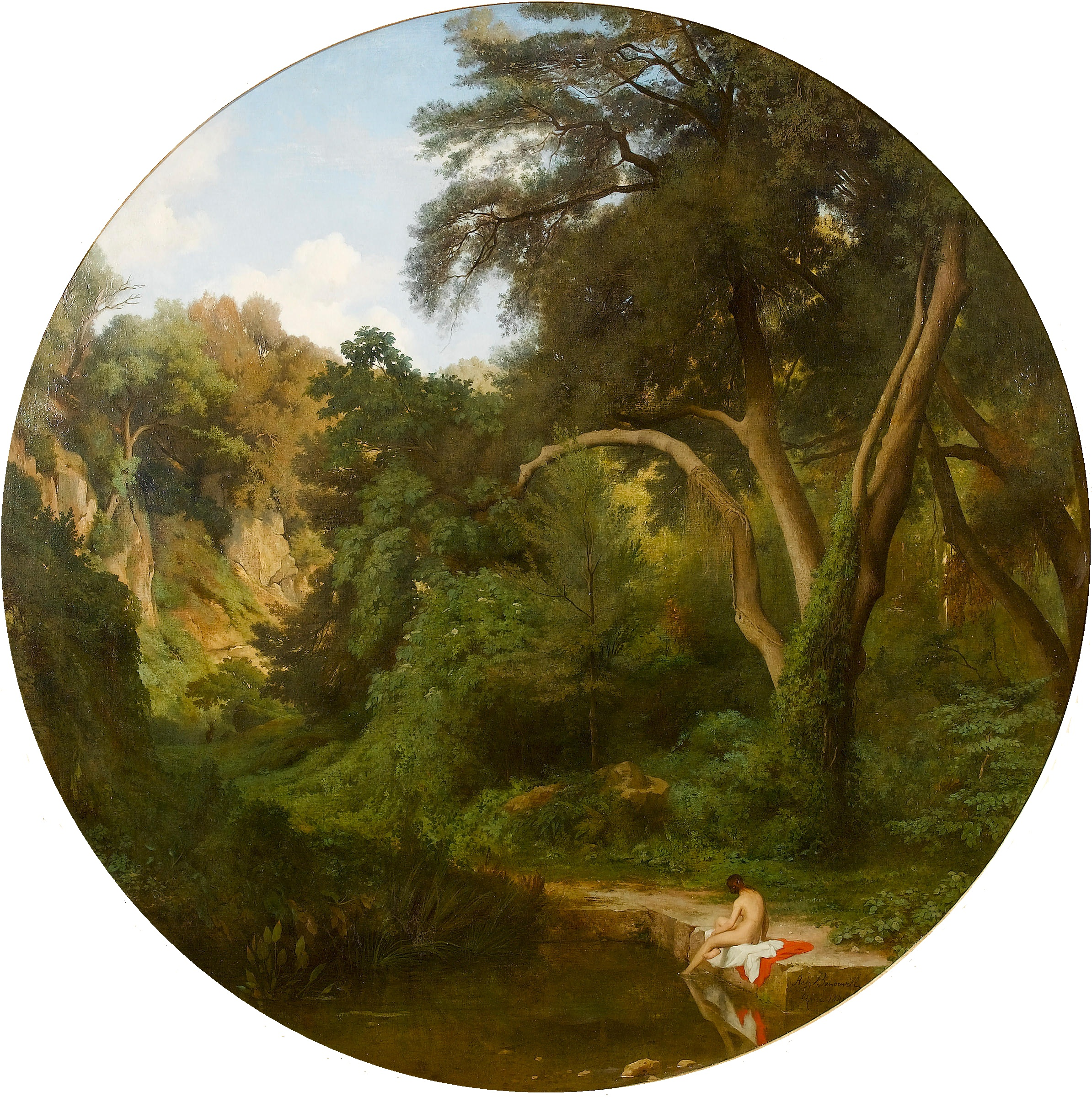
Baigneuse dans une forêt (1846), localisation inconnue.
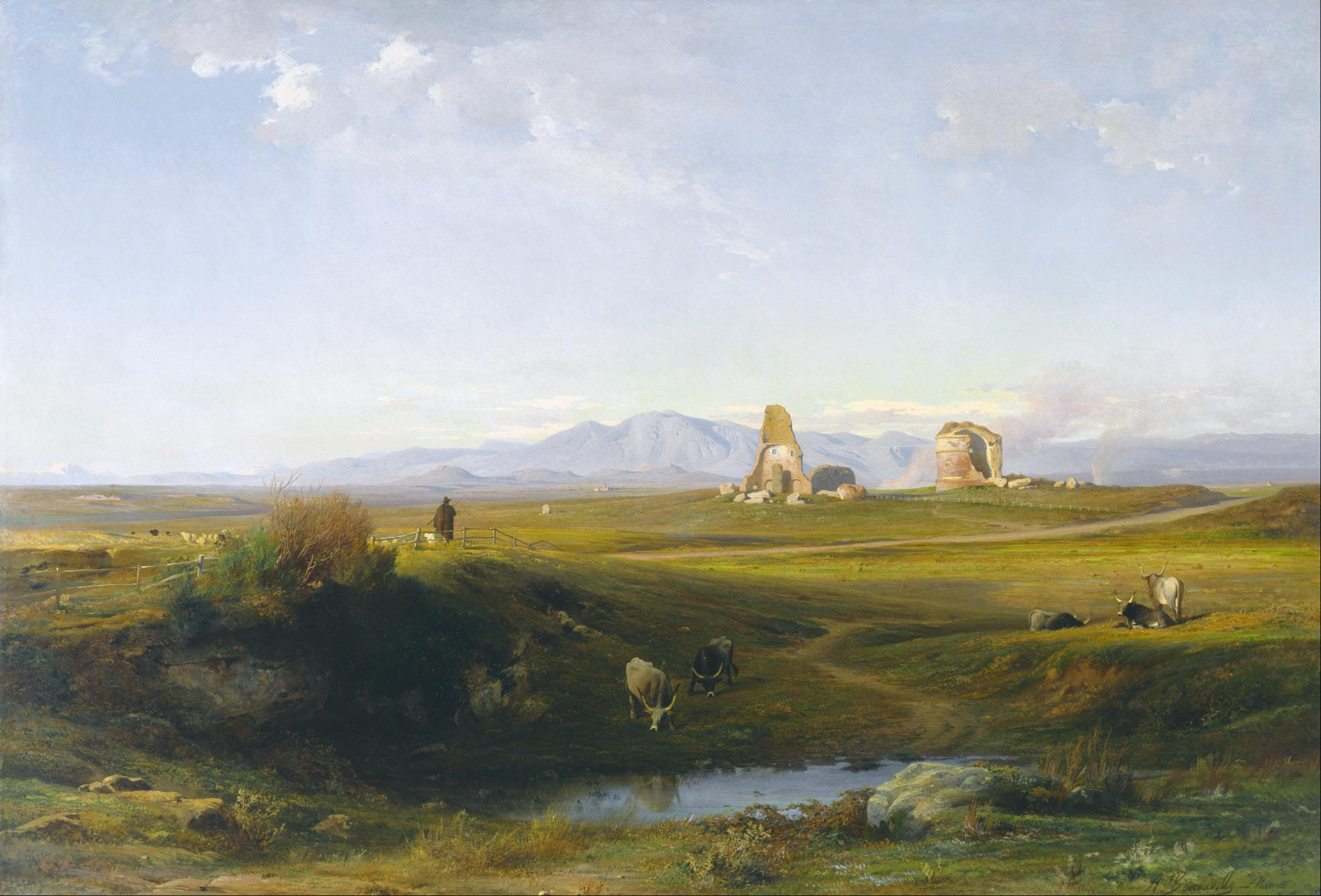
Vue de la campagne romaine (1848), musée des Beaux-Arts de Houston.
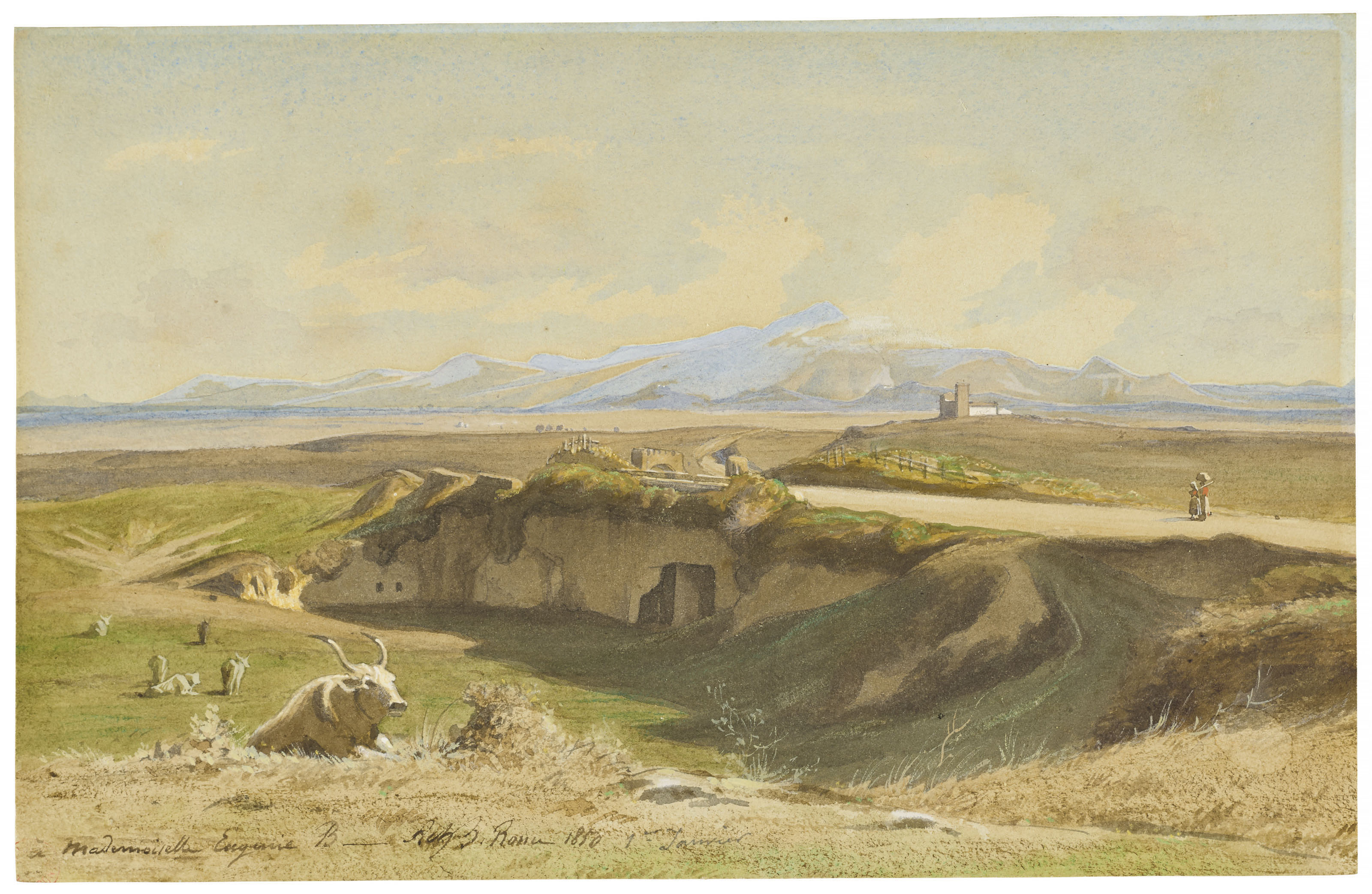
Vue de la campagne romaine (1850), localisation inconnue.
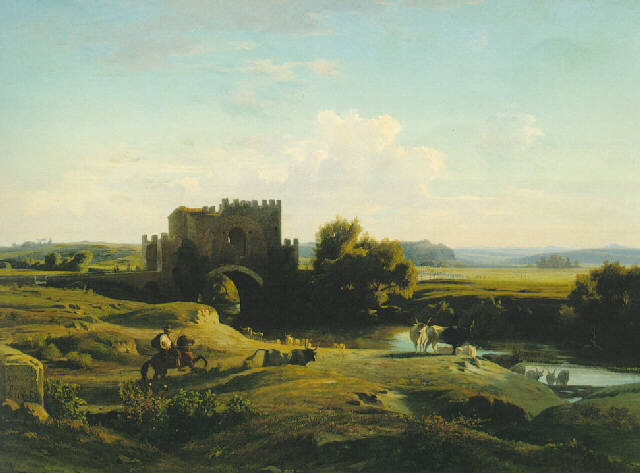
Vue du pont Nomentano (1852), localisation inconnue.
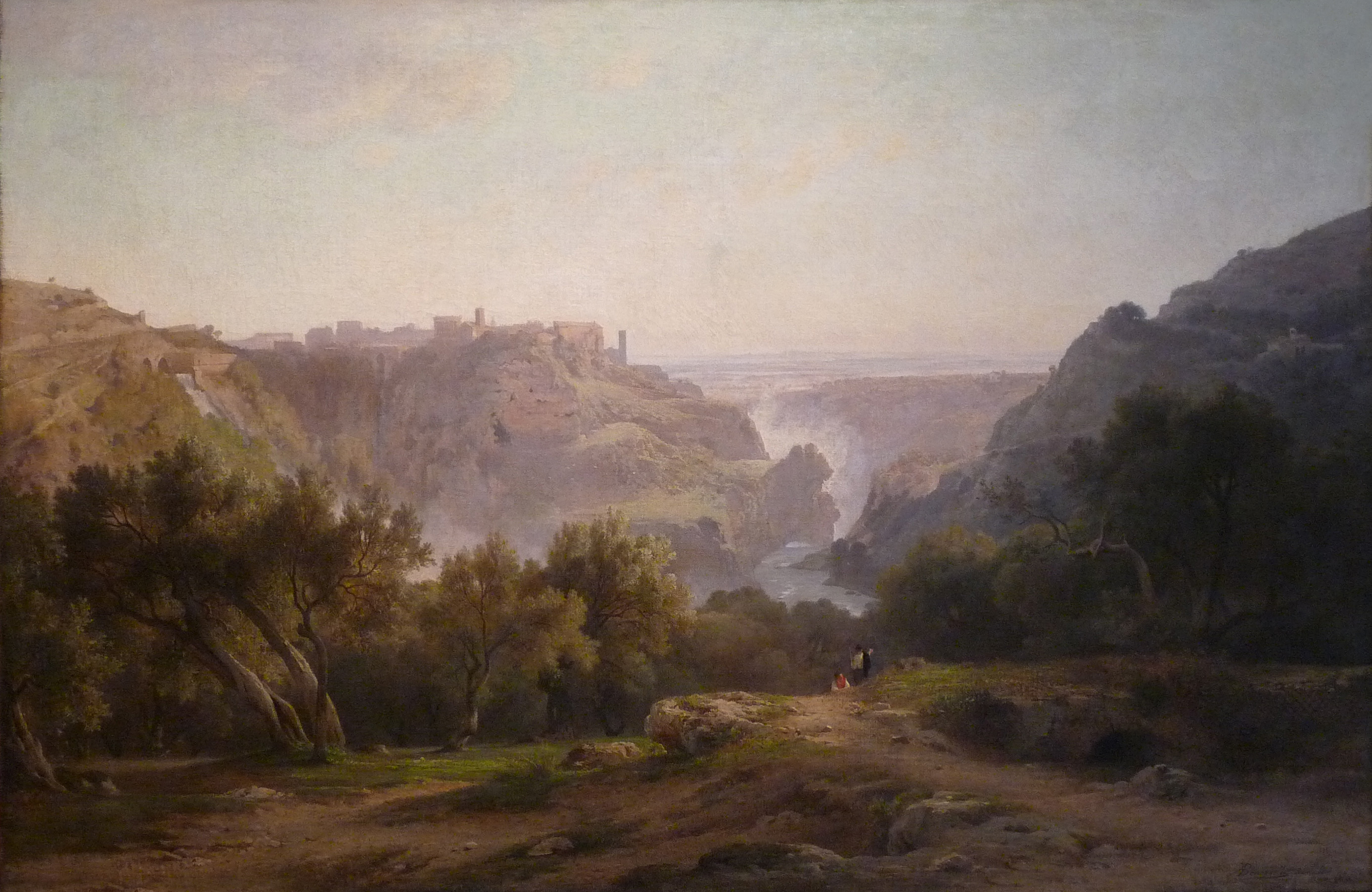
Vue de Tivoli (1864), musée des Beaux-Arts de Nancy.
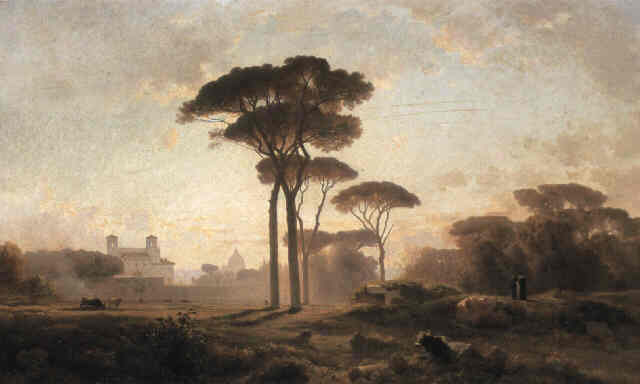
Villa Médicis (vers 1864), localisation inconnue.
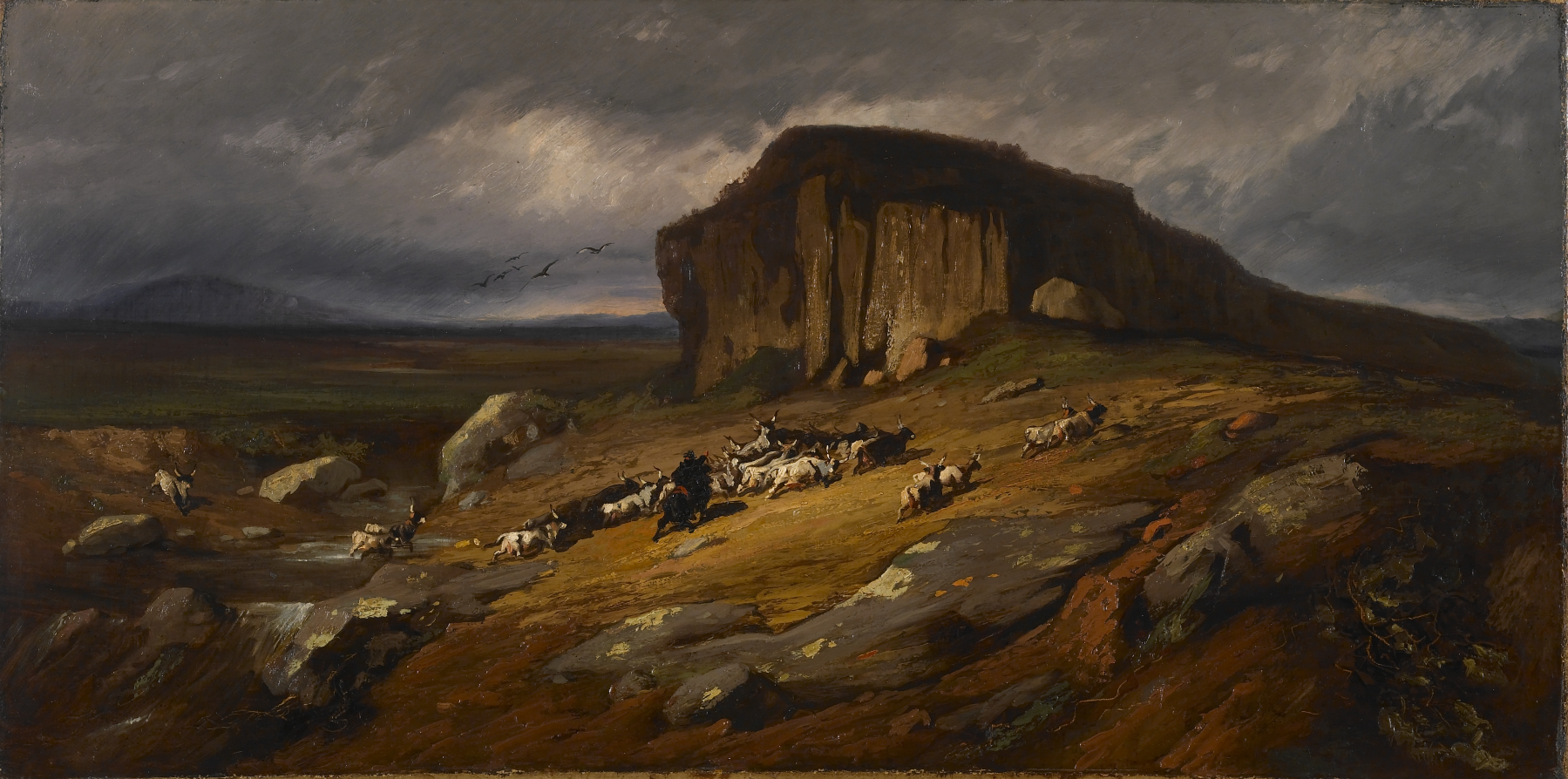
Paysage aux bœufs (vers 1865-1868), Baltimore, Walters Art Museum.
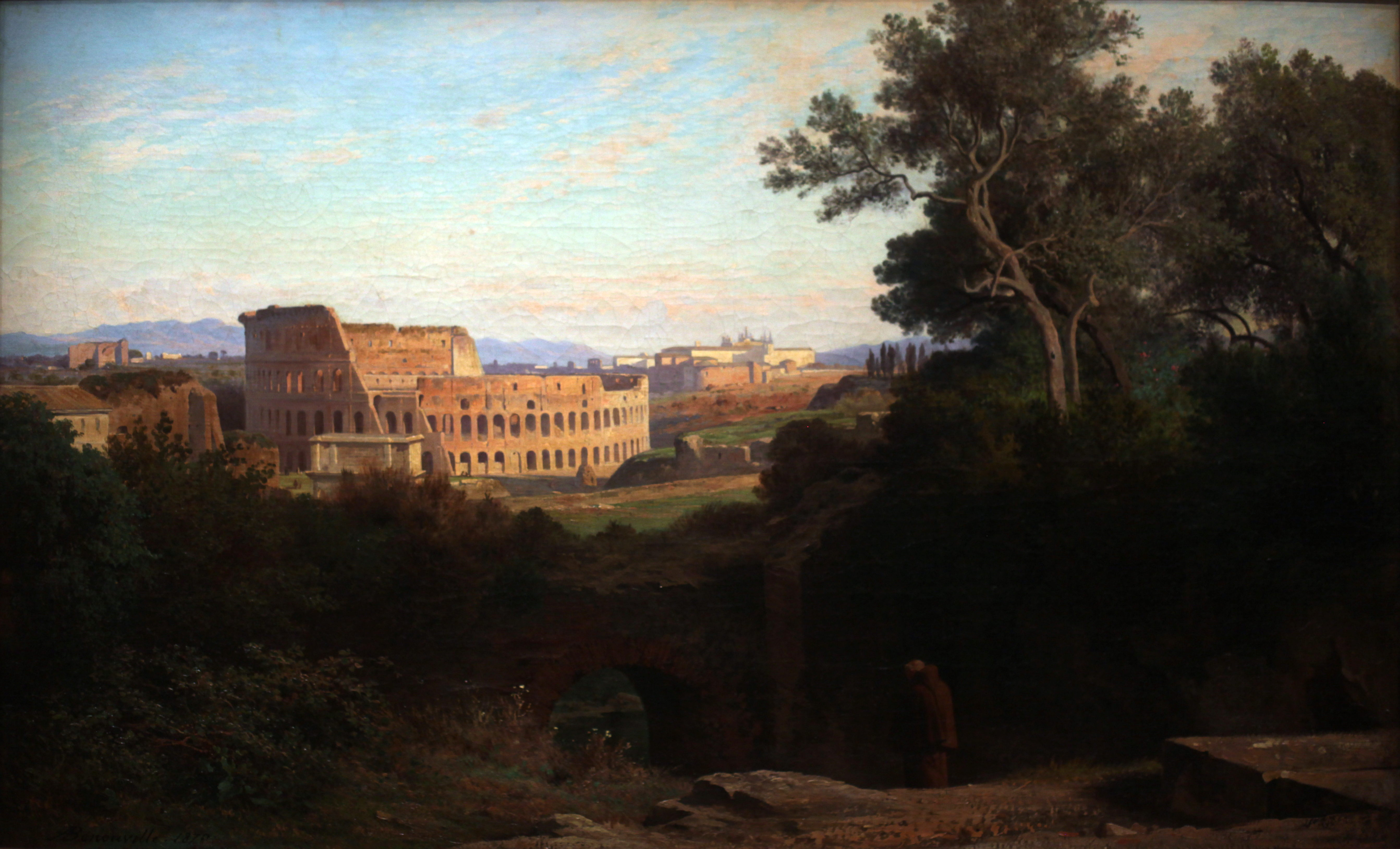
Le Colisée vu du Mont Palatin (1870), Paris, musée d'Orsay.
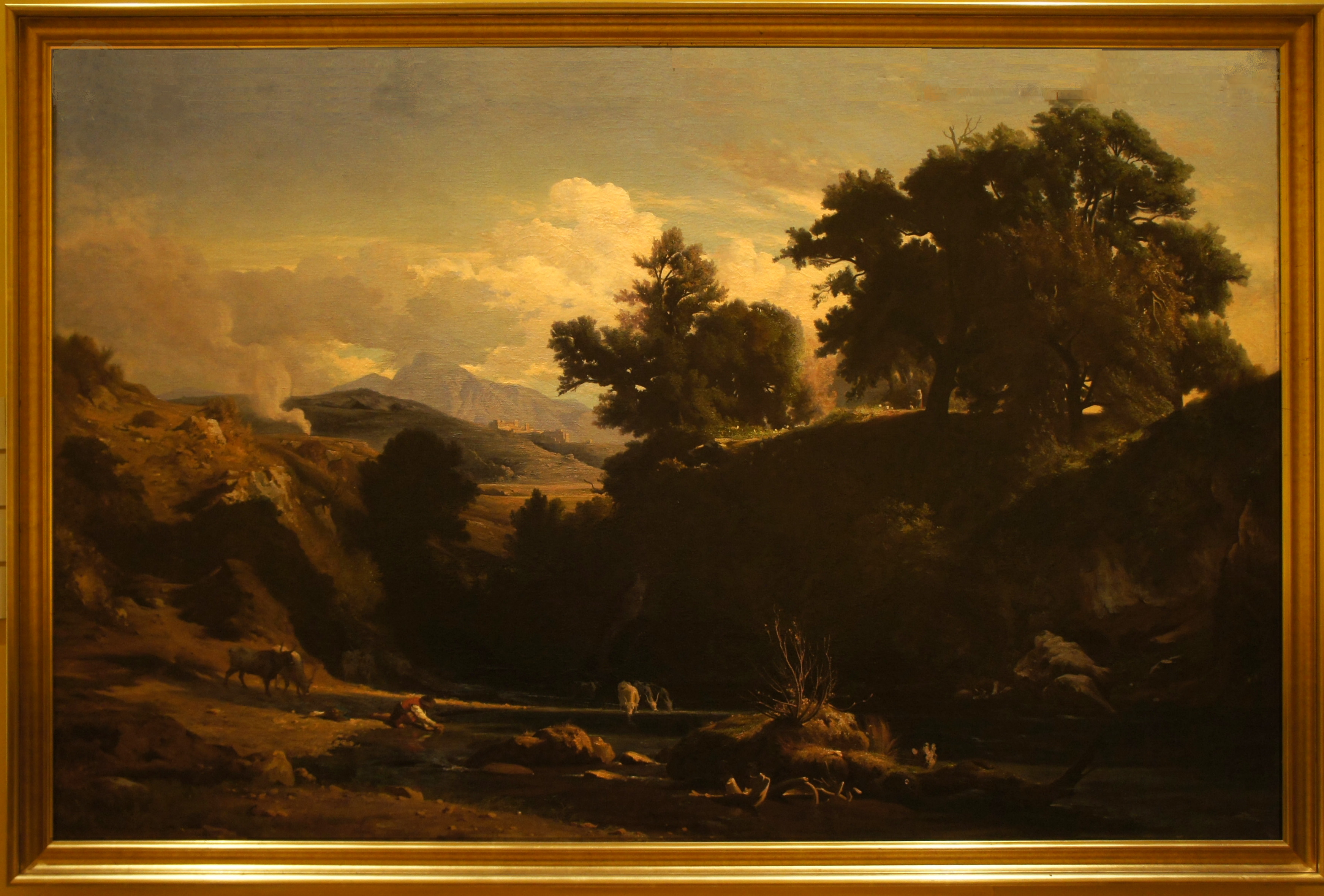
Tivoli, bords de l'Aniene, musée des Beaux-Arts de Reims.
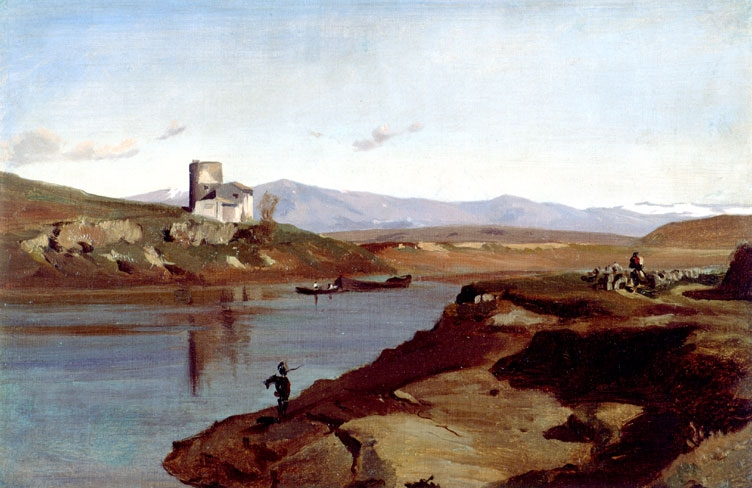
Paysage d'Italie, musée des Beaux-Arts de Rennes.
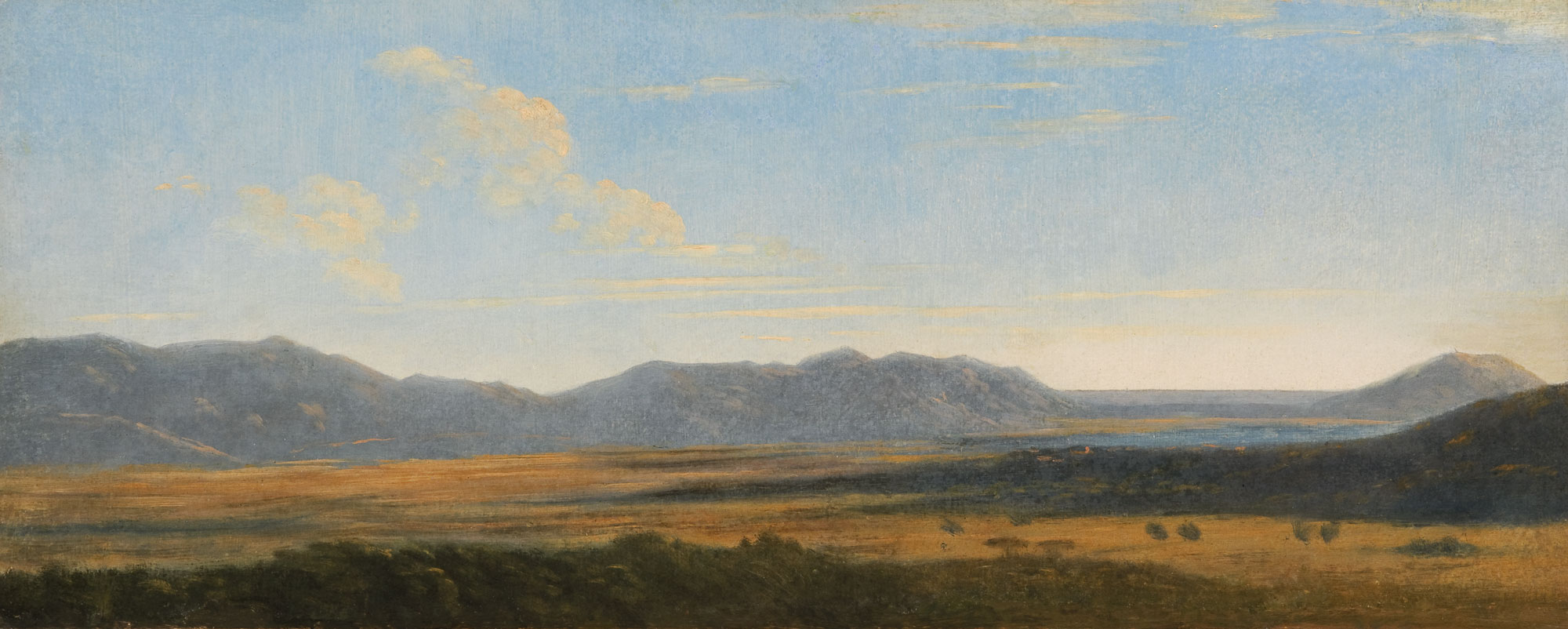
Collines près d’Ariccia, Paris, Fondation Custodia.

## Pour approfondir